# Бонифаций дел Васто
Вижте пояснителната страница за други личности с името Бонифаций.
Бонифаций дел Васто (на италиански: Bonifacio del Vasto, * ок. 1060, † ок. 1130) от род Алерамичи, клон Дел Васто, e маркграф на Савона и Маркграфство Западна Лигурия (Occidentale) от 1084 до 1125 г.
Бонифаций е син на маркграф Ото дел Васто († 1084) или Теутó де Савона (правнук на Алерам Монфератски) от род Алерамичи и Берта ди Суза († сл. 1050) от род Ардуини, дъщеря на Оделрик Манфред II маркграф на Торино и съпругата му Берта д'Есте от род Отбертини. Майка му е сестра на Аделхайд от Суза.
Бонифаций се жени първо за Алиса († 1111), дъщеря на граф Петер от Савоя († 1078), маркграф на Торино от Дом Савоя.
Бонифаций дел Васто се жени втори път за Агнеса дьо Вермандоа (1085–1125), дъщеря на граф Хуго Велики от Валоа и Вермандоа (1057–1101), ръководител на Първия кръстоносен поход и третият син на френския крал Анри I и третата му съпруга Анна Киевска.
Те имат седем сина и една дъщеря.  Техният син Манфред I († 1175) е първият маркграф на Салуцо.